# Furush Beit Dajan
Furush Beit Dajan, en arabe : فروش بيت دجن, est un village du gouvernorat de Naplouse en Palestine, situé à 10 km à l'est de Naplouse, au centre de la Cisjordanie.
Selon le recensement du bureau central palestinien des statistiques, la localité compte une population de 723 habitants en 2017.